# Joseph Grinnell
Joseph Grinnell (* 27. Februar 1877 bei Fort Sill, Oklahoma; † 29. Mai 1939 in Berkeley (Kalifornien)) war ein US-amerikanischer Zoologe (insbesondere Ornithologe).

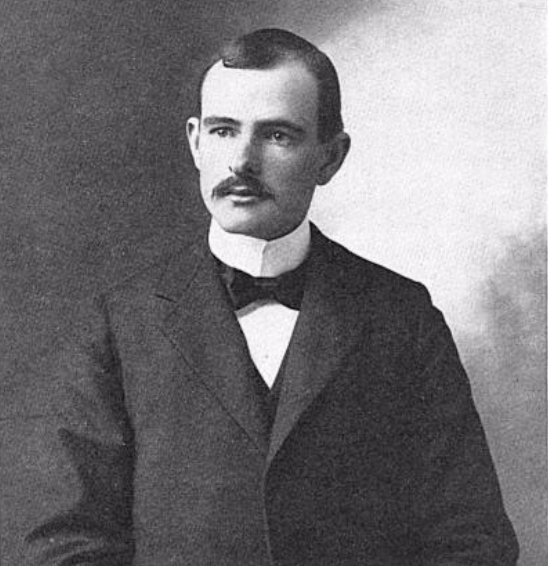
Joseph Grinnell, 1901

## Leben und Werk
Grinnell war der Sohn eines Arztes, der in staatlichem Auftrag in Indianerreservaten arbeitete. Er wuchs in Pasadena (Kalifornien) auf und studierte am Throop Institute (dem späteren Caltech) mit dem Bachelor-Abschluss 1897. Danach war er dort Assistent und Instructor für Zoologie. Im Winter 1896 und 1898/99 studierte er Vögel in Alaska. 1900 erhielt er seinen Master-Abschluss an der Stanford University und unterrichtete an der Palo Alto High School und am Throop Institute. 1913 wurde er promoviert (An Account of the Mammals and Birds of the Lower Colorado Valley with Especial Reference to the Distributional Problems), nachdem er seine Arbeit an einer Dissertation 1903 wegen einer Typhus-Erkrankung zunächst abbrechen musste. 1913 wurde er Assistant Professor, 1917 Associate Professor und 1920 Professor in Berkeley. Zu seinen Doktoranden gehörten die Zoologin Mary Marilla Erickson und die Ornithologin Barbara DeWolfe.
1908 bis 1939 leitete er das Museum für Zoologie der University of California (gegründet von Annie Montague Alexander). Er befasste sich insbesondere mit Säugern und Vögeln (aber auch Amphibien, Reptilien) in Kalifornien und sammelte über 20.000 Exemplare. Von ihm stammen über 550 Veröffentlichungen.
Er setzte sich für Naturschutz und das National Park System ein. Einflussreich war sein Aufsatz Animal Life as an Asset to National Parks mit Tracy Irwin Storer (1889–1973) (in Science, 15. September 1916), der dazu führte, dass in den US-Nationalparks der Schwerpunkt langsam von einer Entwicklung der touristischen Potentiale hin zur ökologischen Bildung verschoben wurde. Erstmals wurden Biologen eingestellt, die Führungen anboten und Ausstellungen gestalteten. 1924 führte er das Konzept der ökologischen Nische ein.
Ein 2002 gestartetes Grinnell Resurvey Project des Museum of Vertebrate Zoology baut auf seiner genauen Aufnahme der Fauna Kaliforniens auf.
Er entwickelte eine nach ihm benannte Methode für biologische Feldbeobachtungen und deren Dokumentation. Er war Herausgeber der ornithologischen Zeitschrift The Condor des Cooper Ornithological Club. Er war seit 1929 Mitglied der American Academy of Arts and Sciences.

## Nach Grinnell benannte Taxa
Nach Grinnell sind einige Tiertaxa benannte, darunter die Ringelschleichenart Anniella grinnelli, die Säugetierunterarten Procyon lotor grinnelli (heute ein Synonym für die Nominatform), Scapanus latimanus grinnelli, Tamias (Neotamias) dorsalis grinnelli sowie die Vogeltaxa Regulus cannendula grinnelli, Glaucidium californicum grinnelli, Poecile gambeli grinnelli, Agelaius phoeniceus grinnelli, Loxia curvirostra grinnelli, Lanius ludovicianus grinnelli, Selasphorus sasin grinnelli und Carpodacus mexicanus grinnelli.

## Schriften
- An Account of the Mammals and Birds of the Lower Colorado Valley with Especial Reference to the Distributional Problems,  1914, Reprint Arno Press 1978
- Birds of the Kotzebue sound region, Alaska, 1900
- mit Harold Child Bryant, Tracy Irwin Storer: The game birds of California, University of California Press 1918
- Animal Life in the Yosemite 1924
- Animal Life as an Asset of National Parks 1916
- Vertebrate Natural History of a Section of Northern California through the Lassen Peak Region 1930
- Vertebrate Animals of Point Lobos Reserve 1936
- mit Jean M. Linsdale, Joseph S. Dixon: Fur-bearing Mammals of California 1937
- Gold hunting in Alaska, 1901
- Joseph Grinnell's philosophy of nature; selected writings of a western naturalist, Freeport, N.Y. 1968